# ピューリッツァー賞
ピューリッツァー賞（ピューリッツァーしょう、英: Pulitzer Prize）は、アメリカ合衆国における新聞、雑誌、オンライン上の報道、文学、作曲の功績に対して授与される賞である。
新聞出版業で財を成したハンガリー生まれのアメリカ人、ジョーゼフ・ピューリツァーの遺志に基づいて1917年に創設され、現在はニューヨーク市のコロンビア大学により運営されている。
21部門で賞の授与が毎年行われ、うち20部門で受賞者には賞状と現金15000USドルが贈られる（2017年の1万ドルから上乗せとなった）。ジャーナリズムの公益部門における受賞者には、金メダルが授与される。

## 沿革
ニューヨーク・ワールド紙の発行者だったピューリツァーは、1903年4月10日に死後の財産のうちコロンビア大学にジャーナリズム学部を創設するために200万ドルを寄付する協定にサインしたが、そのうち50万ドルをピュリッツァー賞にあてるという条項があった。
ピューリツァーは記者の資質の向上を願い、やがてコロンビア大学のジャーナリズム学部はミズーリ大学コロンビア校やノースウェスタン大学メディル・ジャーナリズム学院と並ぶ三大ジャーナリズム学部の一角となるが、ピューリッツァー賞は彼の思惑以上に権威を持つことになる。ピューリツァーが自らニューヨーク・ワールドで語った内容によると、「社会的不正義と当局の汚職の摘発こそ、審査を貫く基準である」と語り、その基準によって「公益」部門を最上の賞として金メダルを設定した。そのため、権力側が隠蔽していた不正の報道による受賞は、1992年の時点で全体の40%を占めていた。
ピューリッツァーの対象となる部門は、遺言を元に当初9部門の賞が設定された。すなわち、ジャーナリズム部門が公益、報道、社説、新聞史の4つ、文学が小説、伝記、アメリカ史の3つ、「戯曲」が1つ、そして「ジャーナリズム学部の発展と改善」をテーマにした論文の1つを賞の対象とした。しかし、新聞史は1918年度のみ受賞者が出ただけで以後取りやめとなり、論文に至っては応募がまったくなかったため中止された。1922年には「時事漫画」が追加され、1942年には「写真」分野が追加された。取材対象の広がりにあわせてジャーナリズム部門は細分化し、写真分野も1968年に特集写真部門とニュース速報部門の二つに分割された。
また、文学も加重されていき、1922年には詩が追加され、1962年にはノンフィクションを追加、さらに小説分野はフィクションに改められ、対象の分野を広げた。1943年には新たに音楽のジャンルも追加されている。
1975年まではピューリッツァー賞の最終的な選考はコロンビア大学の理事会が決定していたが、理事会には財界人がしばしば名を連ね、関連する記事の受賞に反対することが度々あった。これはピューリツァーの精神とは完全に外れた行為であったため、現在では理事会は審査に関わることはできなくなっている。
1981年に「ジミーの世界」虚報事件が起こった。
賞金は開始当初のもので、公益が金メダル、アメリカ史が2,000ドル、その他1,000ドルとなっており、その後一律で1,000ドルとなった。その額は物価の変動にかかわらず長い間据え置きとなり、1989年に3,000ドルに引き上げられた。2017年時点で賞金1万ドル、さらにその後1万5000ドルとなった。

## 応募と選考
ピューリッツァー賞はメディア内の全該当作品を自動的に考慮するのではなく、具体的に応募されたものだけで選考を行う（各部門応募ごとに75ドルの参加料が必要）。
応募は、特定の賞部門の少なくとも1つに該当している必要があり、単に文学的または音楽的であることでは応募資格を得られない。作品はまた、その性質にかかわらず、最大2部門にだけ応募することが可能である。
ピューリッツァー賞理事会によって毎年102人の審査員が選ばれ、賞の21部門に対してそれぞれ審査員20人が選考を務める。 1人の審査員が写真賞も両方推薦する。ほとんどの審査団は5人組で構成されている（公益、調査報道、解説報道、特集記事、論説部門を除く、こちらは7人）が、文学書籍の審査団は全て最少メンバーが3人である  。各賞の部門で、審査員は3件の最終候補推薦（ノミネーション）を行う。 理事会はその推薦候補から過半数票をもって受賞者を選ぶ、もしくは推薦候補を無視して75％の多数決をもって別の応募作品を選出する。 理事会は、受賞者なしにする投票も可能である。理事会とジャーナリズム部門の審査員は、この活動を無償で行う。 しかしながら、文学、音楽、戯曲の審査員は年間2000ドルの礼金を受け取り、各議長は2500ドルを受け取る。

### 参加者とノミネート最終候補者の違い
自分の作品を投稿した者は誰であれ「参加者」と呼ばれる。審査員はノミネートされた最終候補者達を選出し、それらを各部門の受賞者とともに発表する。しかしながら、一部の投稿しただけのジャーナリストが、最終候補に推薦されてもいないのに、プロモーション資料でピューリッツァーにノミネートされた人物であると主張することがある。
例えば、MSNBCのビル・デッドマン（1989年調査報道賞の受賞者）が2012年に指摘したことだが、金融ジャーナリストのベティ・リウは自身のブルームバーグテレビジョンの広告や著書のジャケットで「ピューリッツァー賞にノミネートされた」と説明しており、『National Review』の作家ジョナ・ゴールドバーグも自身の本を宣伝するために「ピューリッツァー賞ノミネート者」という同様の主張を行った。「その投稿をピューリッツァー「ノミネート」と呼ぶことは、仮にコロンビア・ピクチャーズが『俺のムスコ』をアカデミー賞に応募した時点で、アダム・サンドラーがオスカーにノミネートだと言うようなものだ。多くの読者はオスカーがそうした仕組みじゃないと知っている。これは「アカデミー賞」を経歴に転用する単なる手法に過ぎない。ピューリッツァーも（同様に）そうした仕組みではないが、それを知る人はほとんどいない。」とテッドマンは書いている。

### 部門審査と基準
必要とされるのは、「卓越した(distinguished)」ものであること。ピューリッツァーの残した言葉は「ザ・ベスト」であったが、絶対的な基準を設定するのは不可能だという議論が起こり、妥協して卓越したという表現に落ち着いた。ピューリッツァー賞は「アメリカ」に関わるものが対象となり、文学と戯曲もアメリカの生活を描写したもののみを対象とする。もちろん、その作者もアメリカ人でなければならない。ただし、ジャーナリズム部門はあくまでも「アメリカの新聞」にのることだけが条件であり、そのため日本人も写真部門では海外の新聞社に取り上げられ、実際に受賞している。
ジャーナリズム部門
アメリカで発行された新聞に掲載されることが第一の条件となる。受賞対象年度の翌年2月1日をその締め切りとし、4月半ばに受賞者が公表される。応募の際には、審査手数料75ドルが必要。審査はまず、ピュリッツァー賞理事会事務局によって任命された審査員が行う。各部門につき3人が任命され、その審査員の地位は、権威ある記者、デスク、編集局長らがほとんどとなり、事前に公表される。任期は2年を超えることが許されず、毎年半数が代わっていく。毎年のジャーナリズム部門の応募総数は平均で約1,800件であるが、以前は1日の審査ですませていた。しかし「ジミーの世界」虚報事件以後は二日に渡ってコロンビア大学ジャーナリズム学部にこもって入念に審議することになった。各部門3件まで絞った後は、その結果を順位をつけずに本審査となるピュリッツァー賞理事会へ送り、そこで受賞者が決定する。
文学部門
2日での審査は不可能な文学が対象のため、応募期間はジャーナリズム部門とやや異なる。応募は二期に分かれ、1月1日から6月30日までに出版されたものは7月1日までに、7月1日から12月31日までに出版されたものは11月1日まで審査事務局に4部提出しなければならない。この場合、11月2日以降に出版するものは応募が不可能に見えるが、11月2日以降のものに関してはゲラ刷りでの提出が可となっている。他は75ドルの審査料も含めてジャーナリズムとあまり大差はない。各部門3人の審査員は、大学教授、作家、編集者、評論家によって構成されている。こちらは、ジャーナリズム部門とは異なり、審査員は受賞まで明らかにすることはできない。出版物ではない「戯曲」に関しては脚本6部の提出と、鑑賞のために必要となるチケットの提供が必要となる。これは人気作であっても、予定通り鑑賞するための処置だった。これらの審査が終わると、3作品を選定してピュリッツァー賞理事会に送り、以後はジャーナリズムと同じ手続きで審査される。
音楽部門
アメリカで初演されたアメリカ人の作品というのが不可欠な条件で、選定の段取りとしては戯曲に準ずる。審査員は音楽大学の教授、作曲家、音楽評論家らが任命され、3作品をピュリッツァー賞理事会に送ると、以後はジャーナリズム及び文学部門と同じ手続きで審査される。

## 複数回受賞者
詳細はピューリッツァー賞受賞者を参照

### 個人
多くの人がピューリッツァー賞を複数受賞している。 ネルソン・ハーディング、スタンリー・フォーマン、アンドリュー・シュナイダーは連続して賞を受賞している。
以下は、ピューリッツアー賞を3回以上受賞した者のリストである。

### 芸術・文芸
4回受賞
- ロバート・フロスト、詩
- ユージン・オニール、戯曲
- ロバート・E・シャーウッド（英語版）、戯曲（3)と伝記

3回受賞
- エドワード・オールビー、戯曲
- アーチボルト・マクリーシュ、詩(2)と戯曲
- エドウィン・アーリントン・ロビンソン（英語版）、詩
- カール・サンドバーグ、詩（2）と歴史
- ロバート・ペン・ウォーレン、詩（2）とフィクション
- ソーントン・ワイルダー、戯曲（2）と小説

### 芸術・文芸と批評
3回受賞
- ウィリアム・アレン・ホワイト（英語版）、社説、特別賞（死後、妻のサリー・リンゼイ・ホワイトに贈呈）、自伝（死後）

### ジャーナリズム
4回受賞
- キャロル・ガジー（英語版）、速報ニュース写真、特集写真、スポットニュース写真（2）

3回受賞
- デイビット・バーストウ（英語版）、公益（名前つき寄稿）と調査的報道（2）
- ウォルト・ボグダニック（英語版）、特別報道、国内報道、調査的報道
- ジョー・ベッカー（英語版）、国内報道（2）、国際報道（スタッフ）
- ポール・コンラッド（英語版）、時事漫画
- ミシェル・ドゥ・シレ（英語版）、スポットニュース写真、特集写真、公益（名前つき寄稿）
- エドムンド・ダフィー（英語版）、時事漫画
- トーマス・フリードマン、国際報道（2）と解説
- ハーブロック、時事漫画（共同受賞の公益部門を入れれば4回）
- ローリン・カービー（英語版）、時事漫画
- ジェフ・マクネリー（英語版）、時事漫画
- ウィリアム・スナイダー（英語版）、説明的報道、特集写真、スポットニュース写真

### 新聞社
名目上、ピューリッツアー賞の公益部門は報道機関にのみ授与され、個人には授与されない。稀に、応募の寄稿者が個別受賞者と似た方法で表彰に選出されることがある。ジャーナリズム賞は、個人、新聞社、新聞社スタッフに授与されることがある。稀に、スタッフ賞の授与もまた著名な寄稿者の活動を際立たせる。

### 日本人の受賞者
- 1961年写真部門：『浅沼社会党委員長の暗殺』長尾靖（ながお・やすし。1930年-2009年）（毎日新聞）
山口二矢による浅沼稲次郎暗殺事件の瞬間を撮影したもの。撮影の経緯は沢木耕太郎著『テロルの決算』（文春文庫）に詳述されている。
- 1966年写真部門：『安全への逃避』沢田教一（さわだ・きょういち。1936年-1970年）（UPI通信社）
ベトナム戦争で銃弾を避けながら河を渡ろうとする母子の姿を撮影した作品。
- 1968年写真部門：『より良きころの夢』酒井淑夫（さかい・としお。1942年-1999年）（UPI通信社）

## 部門
ピューリッツアー賞は、報道、芸術、文学、フィクションに関連する部門からなる。米国の新聞、雑誌、報道機関（ニュースサイトを含む）が「定期的に刊行する」報道や写真が報道部門賞の対象となる。2007年からは「応募を静止画像のみに限定する2つの写真部門を除き、全ての報道部門でオンライン要素の素材が許可される 」ことになった。2008年12月に、オンラインだけのニュースソースに掲載されたコンテンツが初めて考慮される（審査対象になる）ことが発表された。
雑誌所属の受賞者（特にモネタ・スリート・Jr）は、的確なパートナーシップや新聞における作品の同時掲載によってコンテストに参加することが認められているが、ピューリッツァー賞諮問委員会とピューリッツァー賞委員会は歴史的に雑誌のコンテスト参入に難色を示しており、結果として1966年にコロンビア・ジャーナリズム学校で米国の国立雑誌賞（National Magazine Awards）が創設された。
2015年、雑誌が初めて2部門（調査報道と特集記事）に参入することが許された。2016年までに、この規定はさらに3部門追加（国際報道、批評、時事漫画）に拡張された 。その年、『ザ・ニューヨーカー』 のキャスリン・シュルツ（特集記事）とエミリー・ナスバウム（批評）が、この拡張された適格基準で賞を受賞した最初の雑誌所属者となった。
2016年10月、雑誌の適格条件が全てのジャーナリズム部門に拡大された。これまで、ローカル報道のニュース速報に限定されていたニュース速報部門は、2017年に全ての国内ニュース速報を網羅するように拡張された。
以下は、2017年12月に発表されたピューリッツァー賞の部門の定義である。前提として、どの部門も「アメリカに関わるもの」が条件となる。
ジャーナリズム（14部門）
- 公益部門（英語版）－新聞・雑誌・ニュースサイトによる公益への貢献が卓越した例（その報道資源を使った物語、社説、漫画、写真、絵図、動画、データベース、マルチメディアやインタラクティブなプレゼンテーション、その他のビジュアル素材などを含む）を対象にしたもの。しばしば大賞として考えられ、ジャーナリズム賞のリストで最初に言及されるもので、公益賞は報道機関にのみ授与される（稀に、寄稿した個人も表彰される）。ピューリッツァー賞の中では、金メダルの形で授与される。
- ニュース速報部門－地方・州・国のニュース速報の卓越した例（できる限り早く出来事が起きた時に正確にそれを捉え、時間が経つにつれて光り輝き、状況を提供し、初期報道を広げるもの）に対して贈られる。
- 調査報道部門（英語版）－任意の利用可能な報道ツールを使用した、調査報告の卓越した例に対して贈られる。
- 解説報道部門（英語版）－重要で複雑な主題を明らかにする解説報道の卓越した例に対して贈られる。
- ローカル報道部門（英語版）－任意の報道ツールを使って、地域の関心事である重大問題について報道し、独創性とローカル知識を明示する卓越した例に対して贈られる[18]。
- 国内報道部門（英語版）－任意の報道ツールを使って、国務について報道している卓越した例に対して贈られる。
- 国際報道部門（英語版）－任意の報道ツールを使って、国際情勢について報道している卓越した例に対して贈られる。
- 特集報道部門（英語版）－任意の報道ツールを使って、文章の質・独創性・簡潔さが第一に考えられている卓越した特集記事に対して贈られる。
- 論説部門（英語版）－任意の報道ツールを使っての、卓越した論説に対して贈られる。
- 批評部門（英語版）－任意の報道ツールを使っての、卓越した批評に対して贈られる。
- 社説部門（英語版）－任意の報道ツールを使っての、卓越した社説（ここでの卓越の考査とは、著者が正しい方向と考えることについての表現スタイルの明確さ、道徳目的、妥当な論法、世論に影響を与える力など）に対して贈られる。
- 時事漫画部門（英語版）－静止画かアニメまたはその両方で公開されている、卓越した（風刺の時事）漫画やその作品集で、独創性、時事の有効性、描画の質、絵の効果による特性があるものに対して贈られる。
- ニュース速報写真部門（かつてはスポットニュース写真と呼ばれていた）－白黒またはカラーでのニュース速報写真（1枚もしくは複数枚で構成された写真）の卓越した例に対して贈られる。
- 特集写真部門－白黒またはカラーでの特集写真（1枚もしくは複数枚で構成された写真）の卓越した例に対して贈られる。

これらの賞に加え、教員の推薦により、ピューリッツァー・トラベリング・フェローシップという奨学金がジャーナリズム大学院の優秀な学生4名に授与される。過去の受賞者にサミュエル・バーバー、ロバート・ゴードン・ワッソン、マーク・ゲインらがいる。
文学戯曲（6部門）
- フィクション部門－アメリカの作家による、できればアメリカの生活を題材とする、卓越したフィクション小説に対して贈られる。
- 戯曲部門－アメリカの劇作家による、できれば起源が独創的でアメリカの生活を題材とする、卓越した戯曲に対して贈られる。
- 歴史部門（英語版）－アメリカの歴史についての卓越した、かつ適切に文書化された本に対して贈られる。
- 伝記及び自伝部門－アメリカの作家による、卓越した伝記、自伝または回想録に対して贈られる。
- 詩部門－アメリカの詩人による卓越したオリジナルの詩集に対して贈られる。
- 一般ノンフィクション部門－アメリカの作家による卓越した、かつ適切に文書化されたノンフィクションの本（ほかのどの部門においても考査対象とならないもの）に対して贈られる。

音楽（1部門）
- 音楽部門－その年にアメリカ国内で初公演または初収録となった、アメリカ人による卓越した音楽作品に対して贈られる。

ほかに数十もの特別賞がある。芸術・報道・文筆でそれぞれ10以上とピューリッツァー賞奉仕に贈られたものが5つあり、一番最近では1987年のジョーゼフ・ピューリッツァー・ジュニアである。

### 部門の変遷
長年にわたり、いくつもの賞が変遷を遂げている。これは賞の分野がほかの領域を含めるよう拡張されていったためである。一般名称が変更されると賞の部門も改名される。あるいは電信報道に対する賞のように、賞自体が廃れていく。拡張を遂げた文筆部門の例には以前のピューリッツァー賞 小説部門（1918-1947年）があり、翌年からピューリッツァー賞 フィクション部門に変更され、小説だけでなく短編小説や中編小説そして詩も含まれるようになった。

## 理事会
コロンビア大学のジョーゼフピューリッツァー・ワールドルームに、19名からなるピューリッツァー賞理事会が半年ごとに召集される 。それは主要な編集者、コラムニスト、メディア幹部に加えて学界と芸術から選ばれたメンバー6人からなる（これにはコロンビア大学学長、コロンビア大学ジャーナリズム大学院学部長、理事会の秘書を務める同賞の執行管理者を含めている）。執行管理者と学部長（1976年以来理事を務めている）は、職権上のメンバーとして審議に参加するが、投票することはできない。会長と学部長（それぞれ就任期間中は常任理事を務める）および執行管理者（毎年再選される）を除き、理事会は任期3年間で自身のメンバーを選出する。会員は最大で3期務めることができる。理事会員と審査員は「職業上の優秀さと所属、ならびに性別、民族的背景、地理的分布および報道機関の規模の多様性を考えた上で」慎重に選ばれる。現在の執行管理者は「ニューヨーク・タイムズ」紙の元上級編集者ダナ・カネディで、彼女は2001年の国内報道賞を受賞した「タイムズ」スタッフとして貢献した。
1986年にジョーゼフ・ピューリッツァー・ジュニア（常任理事長を31年間務めた寄贈者の孫）の退職に伴い、議長は一般に最も経歴の長いメンバー（同時選挙の場合は複数名）に年1回の頻度で交代することになった。
1975年以降、理事会は全ての賞の決定を行っている。それ以前は、理事会の推薦がコロンビア大学評議員会の過半数票によって承認されていた。
執行管理事務局と同職員はコロンビア大ピューリッツァーホールのジャーナリズム大学院と並んで収容されており、一部の執行管理者はジャーナリズム学院で大学教員職を持っている。1950年以来、理事会と執行管理局は学校とは分けて運営されている:121。

## 論争
- 報道記者ウォルター・デュランティ（英語版）の1932年ピューリッツァー賞の取り消し請求。
- 報道記者ウィリアム・L・ローレンスの1946年ピューリッツァー賞の取り消し請求。
- 1941年の小説賞：諮問理事会は審査員を却下することを選択し、アーネスト・ヘミングウェイの『誰がために鐘は鳴る』を推薦した。しかし、コロンビア大学学長ニコラス・バトラーは、大学と小説の率直な性的内容との間にある潜在的な関連性を挙げて、理事会に再検討を懇願した。そのため、賞が誰にも与えられなかった[29]:118 。12年後、ヘミングウェイは『老人と海』で1953年フィクション賞を受賞した。
- 1962年の伝記賞：W・A・スワンバーグ（英語版）による『市民ハースト:ウィリアム・ランドルフ・ハーストの伝記』は陪審員および諮問理事会により推薦されたが、コロンビア大学の評議会によって覆された（その時に賞の最終承認が実施された）、その理由としてハーストという主題が「同賞の定義で規定されている伝記作家の芸術の優れた例」ではなかったためとされた[30]。
- 1974年のフィクション賞：トマス・ピンチョンによる『重力の虹』はフィクション審査員3名により推挙されたが、諮問理事会はその決定を覆し、評議会により賞が誰にも与えられなかった[31]。
- 1977年春に『ルーツ:アメリカ人家族のサーガ（英語版）』で特別賞を受け取って間もなく、アレックス・ヘイリーはハロルド・クーランダー（英語版）とマーガレット・ウォーカー（英語版）によって別々に盗作訴訟で告訴された。人類学者で小説家のクーランダーは、『ルーツ』が自分の小説『The African』（1967年）から大部分をコピーしたものだと告発した。ウォーカーは、ヘイリーが彼女の南北戦争時代の小説『Jubilee』（1966年）から盗用したと主張した。各訴訟は1978年末に終結した。クーランダーの訴訟は、法廷外で65万ドルの支払い（これは2017年だと240万ドル、2.5億円相当）で和解し、『ルーツ』内の一部文章が『The African』からの盗用だったとヘイリーは認めた[32]。ウォーカーの訴訟は、『ルーツ』の内容と『Jubilee』を比較して「作品間に提訴理由となり得る類似点が存在しない」と判明し、法廷によって棄却された[33][34]。
- 物語捏造のため、ジャネット・クックの1981年ピューリッツァー特集記事賞の没収。
- 1994年の歴史賞：ジェラルド・ポスナー（英語版）の『裁判終了:リー・ハーヴェイ・オズワルドとJFK暗殺』とローレンス・M・フリードマン（英語版）の『アメリカ史における罪と罰』とジョエル・ウィリアムソンの『ウィリアム・フォークナーと南部史』がこの賞に全会一致で推薦された。しかしながら、賞が誰にも授与されなかった[35] 。3冊の本のうち1冊にも賞を授与しないという決定は、世間の論争を巻き起こした。ピューリッツァー理事会のメンバー19人のうちの1人ジョン・ドットソンは、3冊の推薦された本は全て「どこかしらに欠点がある」と語った[36]。しかし、別の理事会メンバーであるエドワード・シートン（『Manhattan Mercury』編集者）は同意せず、賞が誰にも授与されなかったのは「残念なこと」だと述べた[36]。
- 2010年の戯曲賞：審査員が提示した候補作には無かったにもかかわらず、『ネクスト・トゥ・ノーマル』が賞を受賞した[37][38]。

- 2020年フィーチャーフォトグラフィー賞: チャンニ・アナンド、ムクタール・カーン、およびダー・ヤシン（AP通信）への表彰が論争を引き起こした。[39][40] ジャンムー・カシミール州の特別地位の廃止に関連して「独立」という言葉を使用したため、一部では「カシミールに対するインドの正当性」を疑問視していると捉えられた。[39]

- 2020年コメンタリー賞: 保守派の学者団体が、ニューヨーク・タイムズが公開後に歴史家たちからの批判を受けてアメリカ独立革命の主要な動機が奴隷制の維持であったという主張を大幅に緩和したことから、ニコール・ハンナ＝ジョーンズの「1619プロジェクト」に対する受賞取り消しを要求した。[41][42][43] プロジェクトのファクトチェックを担当したアフリカ系アメリカ人の歴史教授であるレスリー・M・ハリス（ノースウェスタン大学）は、発表前にタイムズ編集者にこの主張は不正確であると伝えたと述べている。[44]

- 2020年国際報道賞: 独立系ロシアメディアプロエクト（プロジェクト）の編集長であるロシア人ジャーナリストロマン・バダニンは、受賞作のうち少なくとも2つのニューヨーク・タイムズの記事が、数ヶ月前にProektが発表した記事の内容を繰り返していると述べた。[45]

## 批判と研究
一部のピューリッツァー賞批評家は、リベラル運動を支持または保守運動に反対する人々を後押ししている組織を批判している。複数新聞社に執筆するコラムニストのL・ブレント・ボゼルは、ピューリッツァー賞が、特に論説賞において「リベラルな遺産」になっていると述べた。この31年間で論説賞を勝ち取った保守派は5人だけだと彼は指摘した。この主張はまた、2010年のピューリッツァー賞論説賞の受賞者キャスリーン・パーカーからの声明「私が今認識しているのは、私が保守派をバッシング（過剰批判）する人物だからという理由だけです。」からも見て取れる。
ジャーナリズム教授のヤン・ヴォルツと中文大学のジャーナリズム教授フランシス・リーによる2012年の学術研究は、「1991年以来、ピューリッツァー受賞者で女性はたった27％で、報道スタジオには約33％の女性がいる」と明らかにした。 
研究者らは、女性の受賞者はアイビー・リーグ学校への出席、首都圏での養育、または「ニューヨーク・タイムズ」といった一流出版社での雇用など、伝統的な学歴を有している可能性が高いと結論付けた。この調査結果は、女性の応募者がこの賞を授与されるためには、男性の同等者たちと比較して、より高いレベルの修練とつながり（コネ）が必要であることを示唆している。